# 天野しゅにんた
天野 しゅにんた（あまの しゅにんた）は、日本の漫画家。

## 来歴
『さんまんえんではかえません』が一迅社コミック大賞で初の受賞を果たす。『初恋構造式』でデビューする。
2011年9月、『コミック百合姫』（一迅社）にて『私の世界を構成する塵のような何か。』の連載を開始。2014年8月、メンヘラな女子高生と嘘つきな男子高校生を描いた伊瀬勝良の小説『ラストメンヘラー』のコミカライズの連載を、『コミックハイ!』（双葉社）9月号より開始。2020年7月、レズ風俗を題材とした『愛されてもいいんだよ』の連載を開始。

## 作風
女性同士の恋愛について描く百合作品を題材に執筆。百合のジャンルは男性読者が多いが、天野の作品は女性やレズビアンの読者もいる。天野の漫画は「『女性同士であること』にリアリティを感じて、自分の生活と地続きにある世界のお話」や、「現実とはちょっと離れたファンタジーっぽい作品」など、読者によって捉え方が異なる作品となっている。

## 作品リスト

### 連載
- 私の世界を構成する塵のような何か。（『コミック百合姫』2011年11月号[3] - 2014年1月号[8]）
- ラストメンヘラー（原作：伊瀬勝良、『コミックハイ!』2014年9月号[5] - 2015年5月号[9][10]→『月刊アクション』2015年8月号[11][12] - 2016年12月号） - 小説のコミカライズ、隔月連載[5]
- 愛されてもいいんだよ（取材協力：御坊、『コミックDAYS』2020年7月4日[6] - 2022年2月26日）

### 読み切り
- 冬馬くん（『ガレット』創刊号[13]、2017年）
- #カワイイ死ね #ムスメとワタシの勝ち組遺伝子（『JOUR』2025年5月号[14]） - 『#アンソロジー #アオハル不倫 #カワイイ死ね』に収録。

### 書籍
- 『湯けむりサンクチュアリ』一迅社〈百合姫コミックス〉、2009年11月18日発売[15]、ISBN 978-4-7580-7064-5
- 『sweet guilty love bites』一迅社〈百合姫コミックス〉、2010年7月17日発売[16]、ISBN 978-4-7580-7092-8
- 『初恋構造式』一迅社〈百合姫コミックス〉、2012年5月18日発売[2]、ISBN 978-4-7580-7194-9
- 『私の世界を構成する塵のような何か。』一迅社〈百合姫コミックス〉、全3巻
  1. 2012年8月18日発売[17]、ISBN 978-4-7580-7207-6
  2. 2013年4月18日発売[18]、ISBN 978-4-7580-7239-7
  3. 2013年12月18日発売[19]、ISBN 978-4-7580-7284-7
- 『philosophia』一迅社〈百合姫コミックス〉、2014年8月19日発売[20]、ISBN 978-4-7580-7333-2
- 『あやめ14』一迅社〈百合姫コミックス〉、全3巻
  1. 2015年1月17日発売[21]、ISBN 978-4-7580-7381-3
  2. 2015年10月17日発売[22]、ISBN 978-4-7580-7493-3
  3. 2016年6月18日発売[23]、ISBN 978-4-7580-7554-1
- 『ラストメンヘラー』原作：伊瀬勝良、双葉社〈アクションコミックス〉、全2巻
  1. 2016年2月12日発売[24][25]、ISBN 978-4-575-84753-6
  2. 2017年1月12日発売[4][26]、ISBN 978-4-575-84917-2
- 『愛されてもいいんだよ』講談社〈ワイドKC〉、全4巻
  1. 2021年5月13日発売[27][28]、ISBN 978-4-06-523406-8
  2. 2021年8月12日発売[29]、ISBN 978-4-06-524453-1
  3. 2021年11月12日発売[30]、ISBN 978-4-06-526124-8
  4. 2022年4月13日発売[31]、ISBN 978-4-06-527077-6

### アンソロジー
- 『小百合姫』vol.7（2011年8月発売[32]、一迅社）
- 『エクレア』
  - 『エクレア あなたに響く百合アンソロジー』（2016年11月26日発売[33]、KADOKAWA） - 漫画[33]
  - 『エクレア blanche あなたに響く百合アンソロジー』（2017年6月27日発売[34]、KADOKAWA） - 漫画[34]
  - 『エクレア bleue あなたに響く百合アンソロジー』（2018年1月27日発売[35]、KADOKAWA） - 漫画[35]
  - 『エクレア rouge あなたに響く百合アンソロジー』（2018年9月27日発売[36]、KADOKAWA） - 漫画[36]
- 『おそ松さん公式アンソロジーコミック NEET GOING ON!』（2018年3月12日発売[37]、双葉社） - 漫画[37]
- 『百合ドリル』（2018年3月[38] - 2020年1月[39]、全4巻、KADOKAWA）
- 『小林さんちのメイドラゴン 公式アンソロジー4』（2018年5月11日発売[40]、双葉社）
- 『シロップ』
  - 『シロップ 社会人百合アンソロジー』（2019年5月11日発売[41]、双葉社） - 漫画[41]
  - 『シロップ SECRET 禁断×百合アンソロジー』（2019年5月11日発売[42]、双葉社） - 漫画[42]

## インタビュー・寄稿など
- 山崎もえ誕生日お祝い本「Moe Birthday 2014」（2014年10月25日発売[43]） - 寄稿[43]
- 綾奈ゆにこのコラム集『ちいさい百合みぃつけた』（2014年11月22日発売[44]） - 寄稿[44]
- 『ユリイカ』2014年12月号 特集＝百合文化の現在『女子と／の恋愛　百合という観測問題』、2014年11月27日発売[45]
- 現代ビジネス「「レズ風俗」にハマる女性が続出中…知られざる「新しい快楽」の秘密」[46]